# Honores fúnebres

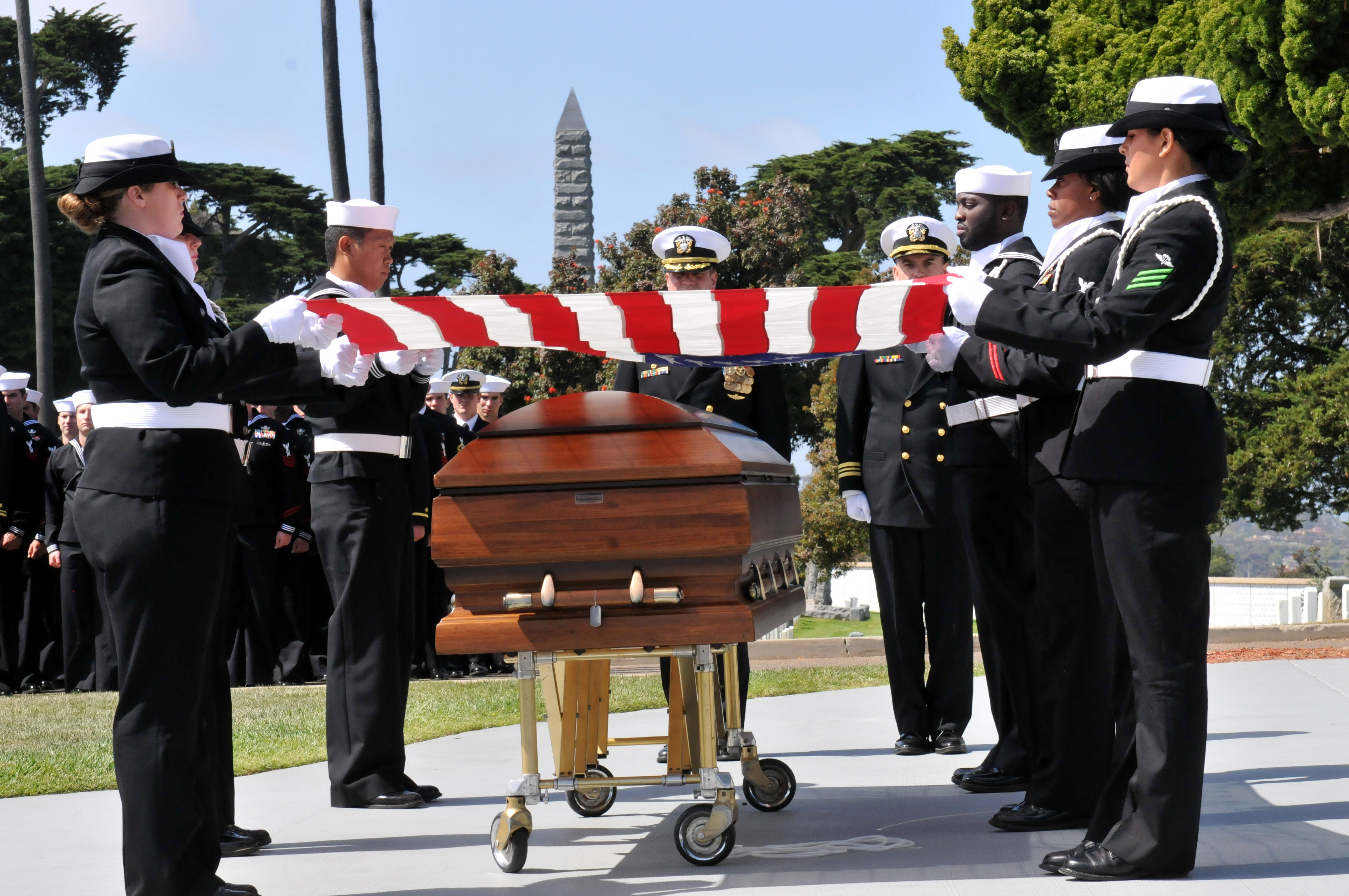
Honores fúnebres en Estados Unidos

Honores fúnebres son los que se conceden a los militares fallecidos, de todas clases con proporción a su clase y servicios. 
Los romanos solo los otorgaban a los generales y se llamaban funus triumphale, porque tenían mucha semejanza con los que habían recibido a su entrada triunfal en la gran ciudad de regreso de una expedición victoriosa. Los que se concedían a los emperadores llegaron a ser sangrientos pues mientras se quemaba en la pira el cadáver, algunos esclavos combatían con espadas hasta darse la muerte, juzgando que los que sucumbían pasaban a la otra vida a servir a los monarcas a quien rendían el tributo de su vida. 